# Campiglossa guttularis
Campiglossa guttularis
 es una especie de insecto díptero que Wulp describió científicamente por primera vez en el año 1900.
Esta especie pertenece al género Campiglossa de la familia Tephritidae.